# Расторгуєв Степан Іннокентійович
Степа́н Інноке́нтійович Расторгу́єв (рос. Степан Иннокентьевич Расторгуев; пом. 1864 — пом. після 1904) — урядник Якутьського козачого полку. Учасник Російської полярної експедиції 1900—1903 років.
Іменем Расторгуєва названо в Північному Льодовитиму океані низку об'єктів:
- гора Расторгуєва,
- острів Расторгуєва,
- протока Расторгуєва.

Також у 1937—2005 роках острів Колчака позначався на картах як острів Расторгуєва.